# Alarm Call
Alarm Call – utwór islandzkiej piosenkarki Björk, wydana jako czwarty singel z jej albumu Homogenic.
Piosenka jest jedynym singlem z albumu, który nie pojawił się na "Greatest Hits".

## Teledysk
Teledysk został wyreżyserowany przez projektanta mody, Alexandera McQueena. W wideoklipie Björk znajduje się na tratwie w dżungli, na którą próbują się dostać dzikie zwierzęta takie jak krokodyl czy wąż. Artystka wciela się w postać Isobel, wykreowaną w singlu o tym samym tytule, znajdującym się na albumie Post. "Alarm Call" ukazuje Isobel powracającą do natury, po rozczarowaniu wielkim miastem, więc ten film to czwarty i ostatni z przygód postaci. 

## Lista ścieżek

### EU CD
1. "Alarm Call" (Radio Mix)
2. "Alarm Call" (French Dub)
3. "Alarm Call" (Potage Du Jour)
4. "Alarm Call" (Gangsta)
5. "Alarm Call" (Bjeck Mix)

### UK CD1
1. "Alarm Call" (Radio Mix)
2. "Alarm Call" (Rhythmic Phonetics Mix) (by Matmos)
3. "Alarm Call" (Bjeck Mix)

### UK CD2
1. "Alarm Call" (Potage Du Jour)
2. "Alarm Call" (French Edit)
3. "Alarm Call" (French Dub)

### UK CD3
1. "Alarm Call" (Phunk You)
2. "Alarm Call" (Gangsta)
3. "Alarm Call" (Locked)

### 12" vinyl record 1
1. "Alarm Call" (Bjeck Mix)
2. "Alarm Call" (Rhythmic Phonetics Mix) (by Matmos)
3. "Alarm Call" (Speech Therapy Mix) (by Matmos)

### 12" vinyl record 2
1. "Alarm Call" (Enough is Enough Mix)
2. "Alarm Call" (Rise and Shine Mix)
3. "All Is Full of Love" (All is Full of Lies Mix)

### 12" vinyl record 3
1. "Alarm Call" (Reprosession Mix)
2. "So Broken" (DJ Krust Mix)

### 12" vinyl record 4
1. "Alarm Call" (Alan Braxe & Ben Diamond Remix)
2. "Alarm Call" (Teasmade Dub)
3. "Alarm Call" (Alan Braxe & Ben Diamond Edit)

### 12" vinyl record 5
1. "Alarm Call" (Radio Mix)
2. "Alarm Call" (Album Version)
3. "Alarm Call" (Snooze Button Mix)
4. "Hunter" (Moodswing Remix)

## Remiksy
- Matmos remix
- Bjeck mix
- Enough is Enough mix
- French dub/Alan Braxe and Ben Diamond remix
- French edit/Alan Braxe and Ben Diamond edit
- Gangsta
- Locked
- Reprosession mix
- Radio mix
- Rise and Shine mix
- Rhythmic Phonetics mix
- Phunk You
- Potage du Jour
- Snooze Button mix
- Speech Therapy mix
- Teasmade dub

## Notowania
| Lista            | Najwyższa pozycja |
| ---------------- | ----------------- |
| UK Singles Chart | 33                |